# Borneacridium willemsei
Borneacridium willemsei är en insektsart som först beskrevs av Bolívar, C. 1944.  Borneacridium willemsei ingår i släktet Borneacridium och familjen Chorotypidae. Inga underarter finns listade i Catalogue of Life.